# Play (Peter Gabriel)
Play è una raccolta di video musicali dell'ex Genesis Peter Gabriel pubblicata nel 2004.
Il DVD contiene tutti i video musicali realizzati da Gabriel durante la sua carriera solista dal 1977 al 2002 in versione rimasterizzata; ma oltre ai video vi sono dei contenuti speciali tra cui 3 trailer di alcuni suoi DVD live ed il videoclip originale di Modern Love.

## Tracce
1. Father, Son (OVO, Giugno 2000)
2. Sledgehammer (So, Aprile 1986)
3. Blood of Eden (Us, Aprile 1993)
4. Games Without Frontiers (Peter Gabriel 3, Febbraio 1980)
5. I Don't Remember (Peter Gabriel 3, Settembre 1980)
6. Big Time (So, Gennaio 1987)
7. Lovetown (Colonna sonora del film Philadelphia, Dicembre 1993)
8. Red Rain (So, Maggio 1987)
9. In Your Eyes (So, Settembre 1986)
10. Don't Give Up (So, Ottobre 1986)
11. The Barry Williams Show (Up, Settembre 2002)
12. Washing of the Water (Us, Settembre 1992)
13. Biko (Peter Gabriel 3, Luglio 1980)
14. Kiss That Frog (Us, Giugno 1993)
15. Mercy Street (So, Ottobre 1986)
16. Growing Up (Up, Febbraio 2003)
17. Shaking the Tree (Shaking the Tree, Novembre 1990)
18. Shock the Monkey (Peter Gabriel 4, Settembre 1982)
19. Steam (Us, Dicembre 1992)
20. The Drop (Up, Settembre 2002)
21. Zaar (Passion: Music for The Last Temptation of Christ, Giugno 1989)
22. Solsbury Hill (Peter Gabriel 1 Febbraio 1977)
23. Digging in the Dirt (Us, Settembre 1992)

### Contenuti speciali
- Video introductions
- Programmable 18-track jukebox
- Games Without Frontiers (Live 2004)
- Modern Love (Peter Gabriel 1, video originale del 1977)
- The Nest That Sailed the Sky
- Trailer:

1. Family Portrait
2. Growing Up Live
3. Secret World Live